# Лусє Лукачовічкова
Лусє Лукачовічкова (*1980, Прага) — чеська письменниця та перекладачка. Вона є авторкою низки оповідань і статей, переважно у жанрі фентезі чи наукової фантастики.

## Життєпис
Народилася в 1980 році в Празі, де живе і сьогодні. Вивчала антропологію та бібліотекознавство у FF UK. Тривалий час веде курси творчого письма в Дитячій Менсі та DDM у Празі 8. Вона є активним членом громадської асоціації «Нічна Прага», де бере участь в організації багатьох соціальних заходів, у тому числі літніх заходів для дітей.

## Робота
Її перше оповідання було опубліковано в 1997 році, а з 1999 року її оповідання щорічно публікуються в ряді журналів, збірників та антологій. Вона любить співпрацювати з іншими авторами або над створенням новел («Астеріон: Місто привидів», «Таємна книга сутінків»), або над окремими оповіданнями. Найчастіше творить разом із сестрою Петрою Лукачовичовою.
Як меценатка конкурсу барда «Лютня Меріголда» вона була редактором збірок оповідань-переможців у 2005—2010 рр., в яких виступала з однойменними оповіданнями: «Тіні речей», «Тіні людей», «Тіні моря», «Тіні веж», «Тіні снів», «Тіні попелу».
Вона отримала премію Карела Чапека в номінації оповідання в 2001 і 2007 роках. Вона багато разів поміщала серед опублікованих робіт в Про рукавицю Лорда Троллів (антології Вбивці драконів) і стала леді-фантастом і мечоносицею за перемогу в конкурсі «Найкраще фентезі 2007».
У 2007 році вона отримала нагороду European Fandom Encouragement Award.

### Книги
- Закони Мерфі для жінок у віці 20 років, Іво Железни, Прага, 2004, разом з Петрою Лукачовичовою
- Володарі часу, Poutník, Прага, 2007
- Клітини Арміди, Poutník, Прага, 2012
- Подорож червоної танцівниці, Epocha, Прага, разом з Петрою Лукачовичовою та іншими співавторами
- Детективна служба Сіріус, Straky na vrbě, Прага, 2013
- Закон про притулок, Epocha, Прага, 2021

### Довідка
1. ↑  Internet Speculative Fiction Database — 1995.
2. 1 2 3 4 5 6 7 8 9  Чеська національна авторитетна база даних
3. ↑  http://ikarie.vecnost.cz/texty/ckc2001k.html
4. ↑  http://www.fandom.cz/index.php/ck/vysledky-jednotlivych-ronik/93-2001
5. ↑  http://www.fandom.cz/index.php/ck/vysledky-jednotlivych-ronik/100-2007
6. ↑  http://www.legie.info/oceneni/42-o-nejlepsi-fantasy/2007
7. ↑  European Science Fiction Society

### Зовнішні посилання
- інтерв'ю з Лусє Лукачовічковою на сервері fantasya.cz
- профіль авторки на сервері Legie
- profil autorky na stránkách internetového knihkupectví Daemon
- профіль авторки на сайті інтернет-книгарні Straky na vrbě
- Web Scifibase
- інтерв'ю з Люсє Лукачовічковою про Europa SF